# Raul I de Lusinhão
Raul I de Lusinhão (1160 ou 1164/1165 - Acre, 1217 ou Melle, 1 de Maio de 1219) foi o segundo filho de Hugo, co-senhor de Lusinhão em 1164, e esposa Orangarde N, e neto de Hugo VIII. Tornou-se Senhor de Issudum antes de 1200, Conde de Eu por casamento, Senhor de Melle, de Chize, de Civray e de La Mothe. Foi marido da marquesa Margarida de Namur. Foi enterrado no Priorado de Fontblanche, em Exoudun.